# Braone
Braone est une commune italienne de la province de Brescia dans la région Lombardie en Italie.

## Administration
| Période                                  | Période  | Identité          | Étiquette                 | Qualité |
| ---------------------------------------- | -------- | ----------------- | ------------------------- | ------- |
| 06/2009                                  | En cours | Gabriele Prandini | Lista Civica Per "Braone" | Maire   |
| Les données manquantes sont à compléter. |          |                   |                           |         |

### Communes limitrophes
Breno (Italie), Cerveno, Ceto, Losine, Niardo